# Poland (Maine)
Poland é uma vila localizada no condado de Androscoggin no estado estadunidense do Maine. No Censo de 2010, tinha uma população de 5.376 habitantes e uma densidade populacional de 43,99 pessoas por km².

## Geografia
Poland encontra-se localizada nas coordenadas 44° 02′ 53″ N, 70° 23′ 37″ O. Segundo o Departamento do Censo dos Estados Unidos, Poland tem uma superfície total de 122,22 km², da qual 109,38 km² correspondem a terra firme e (10,5%) 12,84 km² é água.

## Demografia
Segundo o censo de 2010, tinha 5.376 pessoas residindo em Poland. A densidade populacional era de 43,99 hab./km². Dos 5.376 habitantes, Poland era composta de 97,4% de brancos, 0,37% eram afroamericanos, 0,3% eram ameríndios, 0,45% eram asiáticos, 0% eram ilhéus do Pacífico, 0,19% eram de outras raças e 1,3% pertenciam a duas ou mais raças. Do total da população, 0,6% eram hispanos ou latinos de qualquer raça.